# Lana (род)
Lana (лат.) — род бентосных простейших одноклеточных из клады фораминифер. Таксон включают в семейство Komokiidae из надсемейства Komokioidea и отряда Komokiida. Его хроностратиграфический диапазон охватывает голоцен. Систематическое положение дискутируется. Традиционно род Lana включался в отряд Textulariida или отряд Astrorhizida. По другим современным классификациям род Lana включают в подотряд Astrorhizina отряда Astrorhizida.

## Описание
Мелкие (около 1 мм) глубоководные донные организмы, обитающие на глубинах в несколько километров. Эврибатный род Lana был впервые описан в 1977 году по материалам экспедиций научно-исследовательских судов, собранных с глубоководных бентосных проб. Род отличается следующими признаками: раковина в виде неплотного скопления ветвящихся, анастомозирующих трубочек; нет фокуса симметрии или схемы роста; промежутки не заполнены осадком; трубочки с прямыми боками (не суженные), не разделённые. Диаметр трубочек 20—50 мкм.

## Классификация
Известно 3 вида.
- Lana neglecta Tendal & Hessler, 1977[8]
- Lana reticulata Tendal & Hessler, 1977[8]
- Lana spissa Schröder, Medioli & Scott, 1989[10]